# Madagaskarflyghöna
Madagaskarflyghöna (Pterocles personatus) är en fågel i familjen flyghöns inom ordningen flyghönsfåglar.

## Utseende och läte
Madagaskarflyghönan är en brunaktig, duvliknande fågel. Hanen har svart längst fram på huvudet och enfärgad vinge med tre svarta band. Honan har tunna svarta teckningar tvärs över ryggen. I den höga, raka flykten uppvisar den långa och spetsifga vingar. Lätet är ett udda torrt kacklande.

## Utbredning och systematik
Fågeln förekommer på lågland i karga områden på Madagaskar. Den behandlas som monotypisk, det vill säga att den inte delas in i några underarter.

### Släktestillhörighet
Resultat från DNA-studier tyder på att släktet Pterocles är parafyletiskt i förhållande till de två flyghönsen i Syrrhaptes, där bland annat madagaskarflyghöna är närmare släkt med stäppflyghönan (Syrrhaptes paradoxus) än med vitbukig flyghöna (Pterocles alchata). Det medför att antingen bör Syrrhaptes-flyghönsen inkluderas i Pterocles eller så bör madagaskarflyghöna med släktingar flyttas till Syrrhaptes. Inga större taxonomiska auktoriteter har dock ännu följt dessa resultat.

## Levnadssätt
Madagaskarflyghönan hittas i torra och öppna miljöer, i lågland och lägre bergstrakter. Den födosöker i öppna fält. Varje dag utför den långa flygturer till vattenhål som besöks mycket punktligt.

## Status och hot
Arten har ett stort utbredningsområde och en stor population med stabil utveckling och tros inte vara utsatt för något substantiellt hot. Utifrån dessa kriterier kategoriserar internationella naturvårdsunionen IUCN arten som livskraftig (LC). Världspopulationen har inte uppskattats men den beskrivs som vanlig i söder och väster och ovanligare i norr.